# 비키퍼 (2024년 영화)
《비키퍼》(영어: The Beekeeper)는 2024년 개봉한 미국의 액션 스릴러 영화로, 데이비드 에이어가 감독을 맡았다.

## 줄거리
은퇴한 교사 엘로이즈는 피싱에 당해 자신이 관리자로 있던 자선 기금 보유금 200만 달러를 강탈당하고 자산도 빼앗겨 파산하자 자살한다. 엘로이즈의 농장에 세입해살던 양봉가(beekeeper) 애덤은 엘로이즈를 위해 정의를 구현하기로 결심하고 비키퍼스(Beekeepers)에 연락을 취한다.
비키퍼스는 철저히 비밀에 싸인 조직으로, 인간정보 기밀에 특화돼있으며 정부 관할권조차도 초월하는 절대 권한을 갖고 미국을 보호해왔다. 전 비키퍼스 소속인 애덤은 비키퍼스를 통해 얻은 정보를 활용하여 전 세계에서 콜 센터 조직을 운영하며 신용 사기를 벌이고 있는 데릭 댄포스의 뒤를 쫓는다.

## 출연
- 제이슨 스테이섬 - 애덤 클레이 역
- 에미 레이버램프먼[1] - 버로나 파커 FBI 요원 역
- 조시 허처슨 - 데릭 댄포스 역
- 보비 나데리 - 맷 와일리 FBI 요원, 버로나의 파트너 역
- 미니 드라이버 - 재닛 하워드, 현 CIA 국장 역
- 제마 레드그레이브 - 제시카 댄포스 대통령, 데릭의 어머니 역
- 필리샤 러샤드 - 엘로이즈 파커, 버로나의 어머니 역
- 제러미 아이언스 - 월리스 웨스트와일드, 전 CIA 국장, 현 댄포스 엔터프라이지스 보안 담당 역

## 기타
- 총괄 제작: 마크 버밍햄
- 수입: 올스타엔터테인먼트

## 참고 사항
- 비키퍼가 타고 다니는 차는 포드 f100 1969형이다